# John Boozman
John Boozman (Shreveport, 1950. december 10. –) az Amerikai Egyesült Államok szenátora (Arkansas, 2011 –). A Republikánus Párt tagja.